# 카라 (음악 그룹)
카라(영어: Kara, 일본어: カラ)는 대한민국의 5인조  다국적 걸 그룹이다. 그룹명 카라(χαρα)/(cara)는 그리스어로 "달콤한 멜로디"라는 뜻이다. 활동 기간 동안 460만장 이상의 앨범을 판매하였다.
2016년 1월 15일, 멤버 허영지를 제외한 세 명의 멤버가 소속사인 DSP 미디어와의 계약이 만료되었다. 다만 그룹 활동이 중단되었을 뿐, 공식 해체를 선언한 것은 아니다.
2022년 11월, 박규리, 한승연, 허영지에 2014년 탈퇴한 니콜, 강지영을 포함시켜 5인조로 완전체 컴백을 한다고 전했다.

## 활동

### 2007-08: 데뷔와the First Bloooooming, 멤버 교체
2007년 3월 21일, 박규리, 한승연, 김성희, 니콜 4명으로 구성된 카라의 프로필과 사진이 공개되었다. 그 후 3월 29일 첫 정규 앨범 the First Bloooooming을 발매하였고, 같은 날 Mnet 《엠카운트다운》에서 "Break It"으로 데뷔 무대를 가졌다. 이어 4월 6일 "Break It"의 뮤직비디오가 공개되었고 4월 22일에는 이효리와 KBS 2TV 《뮤직뱅크》에서 합동 무대를 갖기도 하였으며 5월 27일까지 활동했다.
그 후 팬들을 위한 후속곡 투표를 실시하였고 "맘에 들면 (If U Wanna)"이 뽑혀, 6월 9일 《쇼! 음악중심》에서 첫 무대를 선보였다. "Break It"과는 달리 "맘에 들면 (If U Wanna)"는 귀여운 콘셉트의 반전된 매력으로 많은 관심을 받았고 6월 10일 드림콘서트에 출연하게 되었다. 6월 13일 뮤직비디오가 공개되고 활동을 시작하였으나 불과 6번 가량의 공연을 갖는 데 불과했고 방송 노출 미비 등의 악재가 많았으며 7월 15일에 마지막 굿바이 무대를 가졌다. 그리고 다시 후속곡으로 "Secret World"를 울산 Summer Festival을 첫 무대로 활동을 시작, 9월 2일에 마무리했다.
그 해 Mnet KM Music Festival 신인상 후보로 지명되었으나, 당시 "Tell me" 로 화제를 끌던 원더걸스에게 수상 기회가 주어져 데뷔 연도에는 당초 받았던 많은 기대에 비해 큰 성과를 이루지 못했다. 그 이후 카라는 존폐 기로에까지 서게 되었고 멤버 한승연은 그룹의 인지도 향상을 위해 여러 케이블 TV 방송에서 꾸준하게 활동하는 등 많은 노력을 기울이기도 하였다. 그러나 2008년 2월 28일 팀의 메인보컬이었던 김성희가 개인 사유를 이유로 전격 탈퇴하여 큰 위기를 맞게 된 카라는 그 해 구하라와 강지영을 영입하여 우여곡절 끝에 7월 1일부터 5인조로 활동하였다.

### 2008-09:Rock U,Pretty Girl과Honey,Revolution

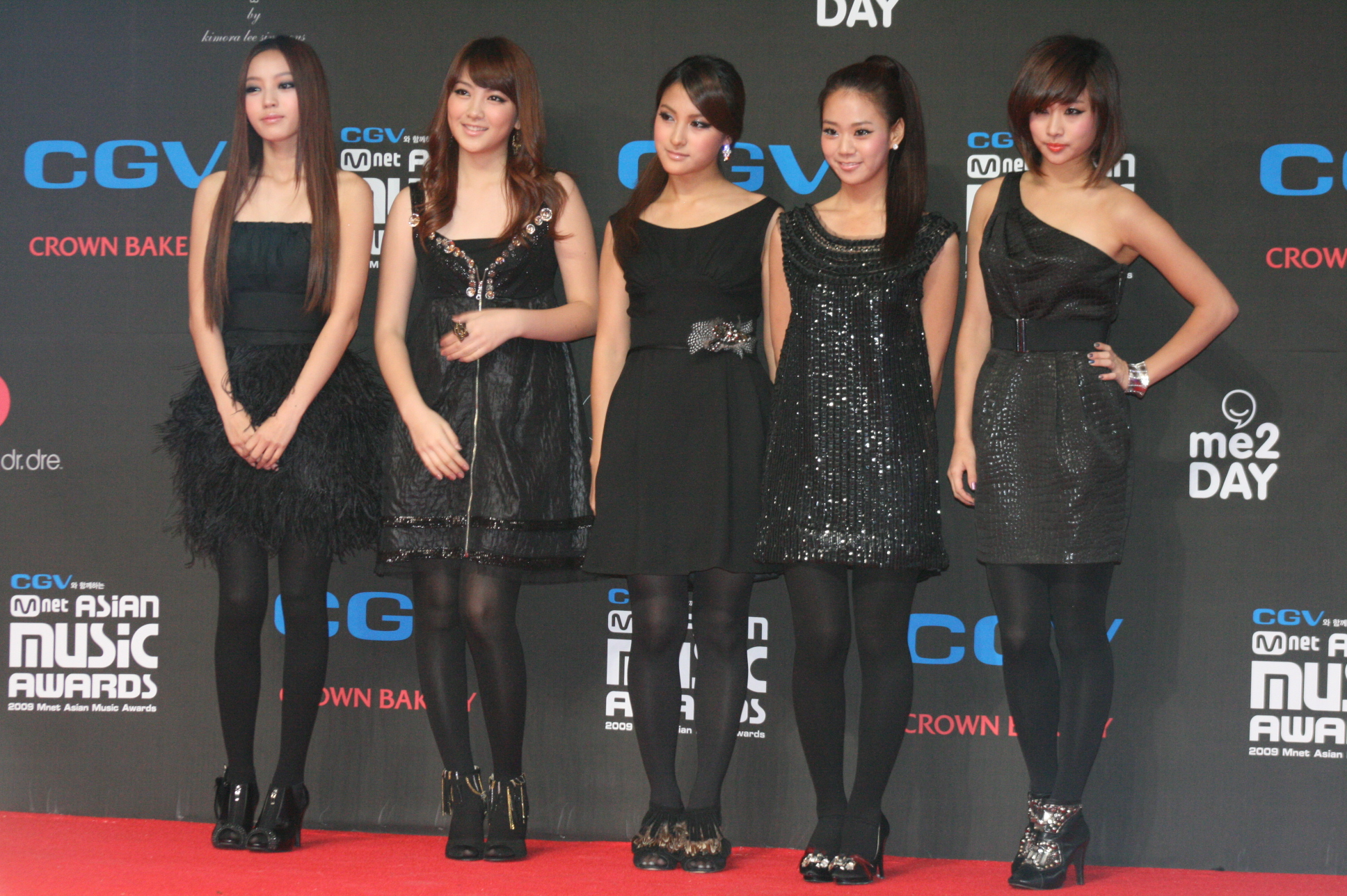
2009년 Mnet 아시안 뮤직 어워드에서의 카라

7월 24일, 새 멤버로 구성된 카라가 M.net 《엠카운트다운》에서 "Rock U"로 화려한 컴백무대를 가졌다. 이어 7월 31일 첫 미니 앨범 1st Mini Album을 발매하였다. 하지만 새 멤버를 뽑은지 3개월이 채 안 되는 상황에서 무리하게 컴백한 탓인지 가창력 논란이 일어나는 등 또다시 악연이 시작되는 듯 보였다. 하지만 《인기가요》에서 처음으로 Take 7에 드는 등 대중들은 차차 관심을 보이기 시작했다. 그 후 핑클의 "Now", 이효리의 "U-Go-Girl" 합동무대를 하는등 카라는 점점 더 관심을 받기 시작했다. 그리고 약 두 달 뒤인 9월의 마지막 무대를 끝으로 활동을 마무리하면서 첫 번째 정규앨범과는 달리 많은 공연을 선보였다.
11월 29일, 두 번째 미니앨범 Pretty Girl의 타이틀곡 "Pretty Girl"의 티저영상이 공개되었다. 이 티저영상은 12시간 만에 조회수 5만을 넘는 등 대박을 터뜨릴 만한 조짐을 보이기 시작했다. 12월 4일 앨범 발매와 함께 M.net 《엠카운트다운》에서 컴백무대를 가지게 되었다. "Pretty Girl"은 카라 데뷔 이래 처음으로 차트에서 2위까지 오르는 위력을 보였으며, 더불어 안무인 '화장춤', '당당하게 걷기 춤', '예예 춤' 등의 춤들이 인기를 얻었다. 특히 '예예 춤'은 팬들이 고무장갑을 착용하고 그 춤을 함께 추는 응원을 선보였고, 이것 또한 역시 많은 관심의 대상이 되었다. "Pretty Girl"은 태국에서는 활동 없이 Pop Chart 1위를 하는 영광을 안게 되었다. "Pretty Girl"은 또한 해외 활동을 전혀 하지 않았지만 2009년에 태국 AS TV 아시아 팝 차트에서 1위를 했다. 그 후, 동남아시아와 일본, 중국에서 많은 러브콜을 받았다. 2009년 9월 17일에는 태국에서 Thai-Korean Concert에 출연해서 많은 해외팬들을 즐겁게 하였으며, 2009년 태국 Channel V Asia TOP 50에서 "Wanna"와 "Honey"가 각각 31위, 46위에 랭크되기도 하였다. 2009년 2월 10일, "Pretty Girl" 활동 후 카라는 투표를 통해 후속곡으로 뽑힌 "Honey"의 안무 동영상을 공개하였으며 2월 13일 티저영상을 공개하였다. "Honey"는 두 번째 미니앨범에 수록된 곡 "하니"의 재편집곡이기도 하다. 2월 14일 《쇼! 음악중심》에서 첫 무대를 가지고, 2월 16일 뮤직 비디오를 공개하였다. 이어 2월 18일 첫 스페셜 앨범을 발매하였다. "Honey"는 안무 중 '꿀 찍어먹기 춤'이 큰 인기를 끌었고, 음원 차트에서도 상위권에 랭크 되어 3월 5일에는 Mnet 《엠카운트다운》에서 마침내 데뷔 후 약 2년 만에 처음으로 음악프로그램 1위의 감격을 맛보았다. 또한 3월 8일 《인기가요》에서는 뮤티즌송을 수상해 처음으로 공중파 1위를 차지했고, 4월 말 마지막 무대로써 활동을 마무리했다.
7월 24일, "Wanna"의 티저영상을 공개하고 7월 29일 뮤직비디오를 공개하였다. 또한 7월 30일에는 두 번째 정규앨범 Revolution의 일반판과 한정판이 동시 발매되었고, 이어 7월 31일 《뮤직뱅크》에서 "Wanna"와 "미스터"로 여태까지 보여주지 않았던 새로운 컨셉으로 화려한 컴백하였으며 두 곡 모두 여러 음원차트에서 상위권에 랭크 되었다. 수록곡 중 "미스터"는 안무 중 '엉덩이춤'이 선풍적인 인기를 끌게 되었다. 급기야는 타이틀곡 "Wanna"보다 훨씬 많은 인기를 얻고, 더 많은 관심을 갖게 되는 해프닝이 발생하기도 하였다. 그리하여 결국 "미스터"가 후속곡이 아닌 더블타이틀곡으로 바뀌는 상황까지 발생하여, 8월 15일 처음으로 완곡을 선보이게 되었다. 하지만 아이러니컬하게도 8월 30일 《인기가요》에서 "Wanna"가 쟁쟁한 후보들을 이겨내고 1위를 거머쥔 데 반해, 반대로 "미스터"는 음악 방송에서 중위권만을 유지하는 데 그쳤다. "미스터"는 뮤직비디오를 제작하지 않았지만, CF와 패러디 영상 등에 실리며 화제를 불러 일으켰다. 그리고 음원성적 면에서는wanna가 약간 더  우세적이였지만 그러나 체감 인기및 유행도는 미스터가 압도적으로 높았다 특히 미스터 는일본 진출한 걸그룹중에서는 상상도 못할 파격적인 곡이다.일본에서 카라는 유치원생 노인들도 알정도였다 실제로 2012년 일본으로 간 한 한국인 유학생이 거리마다 카라로 도배되고 심지어 일본인들이 카라를 아냐고 할정도로 일본에서는 카라가 넘을수없는 넘사벽이다.

### 2010:Lupin,Jumping및 일본 진출

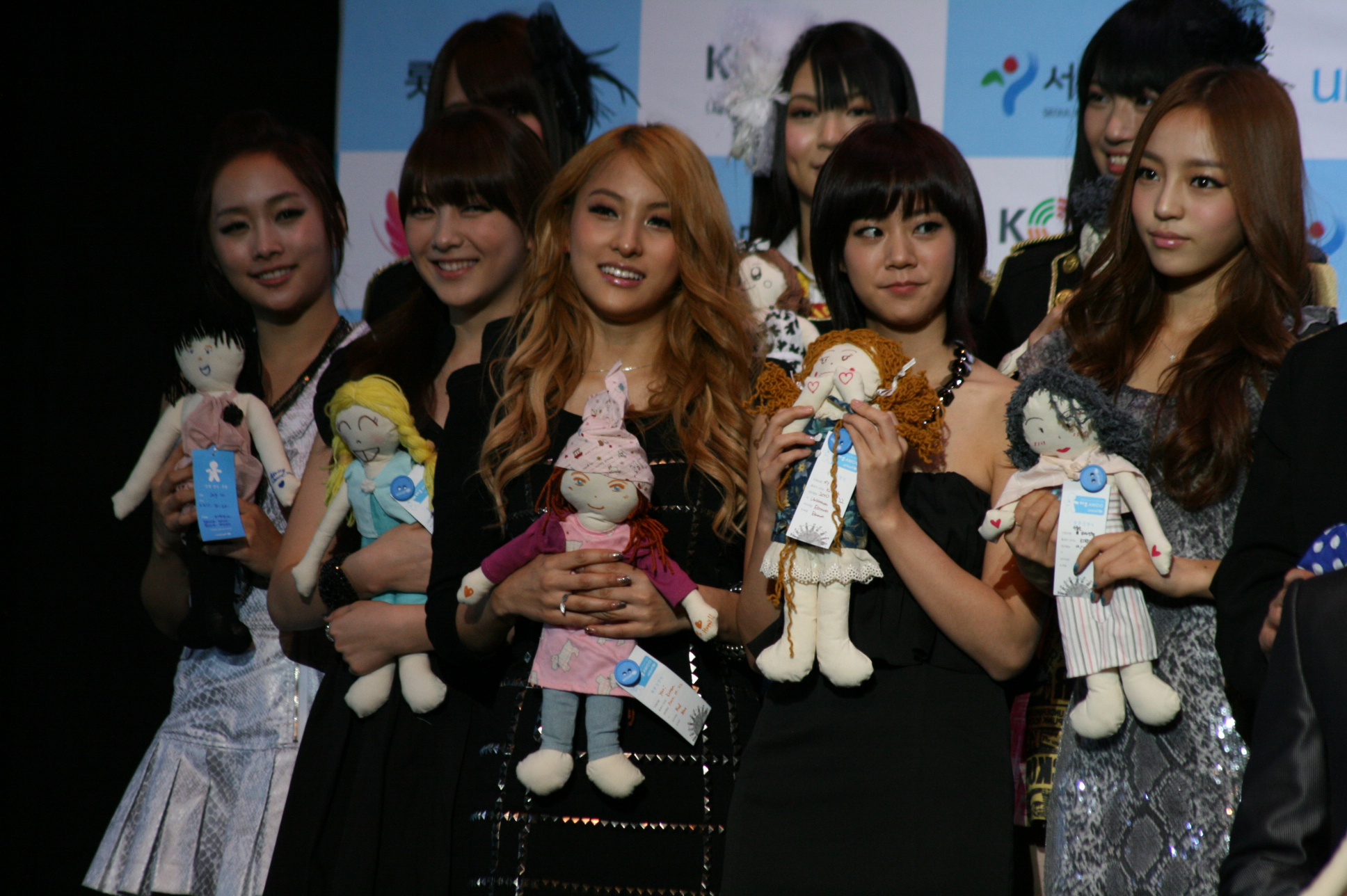
2010년 아시아송 페스티벌 기자회견에서의 카라.

1월 19일, 태국에서 Revolution (2nd Album) (Thailand Edition)을 발매하였고, 2월 7일, 일본 도쿄 아카사카 BLITZ에서 2회에 걸쳐 열린 팬 미팅을 진행하였다. 이때 일본의 개그맨인 게키단 히토리가 카라의 팬이라고 밝힌 바 있다. 또한 아라시의 숙제군에 영상 출연 하였으며, 모닝구무스메의 전 멤버 야구치 마리가 개인 블로그에 카라를 소개해 화제가 된 바 있다.2월 12일, 타이틀 곡 "루팡(Lupin)"의 티저영상이 공개되었다. 그리고 2월 17일 0시 "루팡(Lupin)"의 음원이 공개되었고 얼마 되지 않아 주요 음원 사이트에서 1위를 차지하였다. 2월 18일 세 번째 미니앨범이 발매되고, 모든 수록곡이 공개되었다. 그리고 2월 22일 "루팡(Lupin)"의 뮤직비디오가 공개되었고, '비상구춤' , '할라 춤' 등 안무가 수많은 이슈를 불러일으켰다. 멤버 한승연은 당초의 긴 머리를 보브단발로 짧게 자르는 등 어린 소녀에서 성숙미 있는 이미지 전환을 시도하였으며 니콜 역시 보이쉬한 스타일 전환으로 화제가 되었다. 컨셉은 프랑스 추리 소설의 주인공 아르센 뤼팽의 이미지를 차용하여 괴도로서 어둡고 신비한 분위기로 잡았다. 2월 25일, 《엠카운트다운》으로 컴백하였고 컴백무대에서는 "루팡(Lupin)" 과 "Umbrella" 두 곡을 불렀다. 카라는 이번 앨범을 활동하면서 최초로 《뮤직뱅크》 K-차트 1위에 올랐는데, "루팡(Lupin)"은 뮤직뱅크 K-차트에서 3주 연속 1위, 인기가요 뮤티즌송 수상, 엠카운트다운 2주 연속 1위에 오르는 등 데뷔 이래 최고의 인기를 얻었다. 하지만 천안함 침몰사건으로 인하여 많은 프로그램이 결방함에 따라 4월 18일 《SBS 인기가요》까지 활동 예정이었던 일정은 4월 15일에 마무리되었다. 이후 카라는 일본에 진출해 활동하였으며, 이후 귀국하여 네 번째 EP 음반 Jumping을 발매했다. 타이틀곡 "점핑 (Jumping)"은 '스키 점프 춤' 등으로 인기를 모으며 뮤직뱅크에서 1위를 차지했고, 연이어 600회 특집을 맞은 인기가요에서도 정상을 차지하며 다시 한 번 인기를 입증했다.
카라는 일본 유니버설 뮤직 재팬 내 하위 레이블인 유니버설 시그마과 계약을 체결한뒤, 4월 28일 Special Premium Box을 발표하였고, 오리콘 차트 데일리 7위로 진입하였다.
5월 일본 데뷔 앨범 발매를 기점으로 여름 무렵부터 본격적인 일본 활동이 시작되었다.
5월 8일 일본 도쿄에서 열린 음반발매 이벤트겸 기자회견장에서 데뷔 타이틀곡으로 〈미스터〉를 발표하였다. 이어 다음날인 5월 9일에는 일본 요코하마 미나토미라이 홀에서 공식 팬클럽 창단식을 가졌다. 8월 11일 일본 데뷔 싱글 《미스터》 (일본어판)를 발매해 예약판매로 1,2,3위를 모두 차지하였고, 같은 날 닛폰 TV '숫키리-마리우드'에서 〈미스터〉를 아시아 최초로 공연하였다. '미스터'는 오리콘 데일리차트 5위에 랭크되었고, 일본 아이튠즈 뮤직비디오 차트에서도 1위에 올랐다. 또한 8월 11일 109 앞에서 30분간 게릴라 콘서트를 열 계획이었지만, 3000명이 몰려 3분만에 콘서트를 끝내는 사건이 발생하였다. 14일 신키바 스튜디오 코스트에서 `미스터` 발매 기념 악수회를 가지고, 15일 귀국하였다.
한편, 미스터는 일본에서 시부야의 8개의 대형 LCD를 통해 뮤직비디오 상영 및 유명 편의점 1800여개 매장에서 BGM, 앨범 재킷 전시와 뮤직비디오 상영 등 다양한 프로모션으로 진행되었다. 또한 카라의 첫 일본 데뷔 싱글이 오리콘 싱글 차트 주간 5위를 기록하여 아시아 여성 그룹으로는 최초로, 30여년만에 일본외 해외 여성 그룹이 톱10에 들어가는 오르는 기록을 남겼다. 여기에 이어 9월 29일에 발매한 'KARA BEST 2007-2010' 역시 오리콘 앨범 차트 주간 2위를 기록하여 최초로 한국 걸그룹이 톱 10에 진입하였다. 이 기록은 한국어 앨범으로서는 일본에 진출한 모든 앨범을 통틀어 최고 성적이며 2010년 일본에서 데뷔한 모든 신인 중 최고 성적이기도 하다. 또한 이 앨범은 한국어 앨범 최초로 10만장 판매를 달성하여 골드 인증을 받았다. 11월 10일에 발표한 일본 2번째 싱글 점핑은 오리콘 주간 차트 2위, 11월 24일 발매된 첫 번째 정규 앨범 Girl's Talk 역시 오리콘 주간 차트 2위에 올랐으며 Girl's Talk는 첫 주 11여만장을 판매하여 골드 인증을 받았다. 2011년 2월 1일에 Girl's Talk는 10주 연속 Top 10 안에 들었으며, 꾸준한 판매를 기록하였다. 또한, 2월 1일 기준으로 판매량이 29만장을 기록하여 플래티넘 또한 인증 받았다.

### 2011:STEP과Super Girl

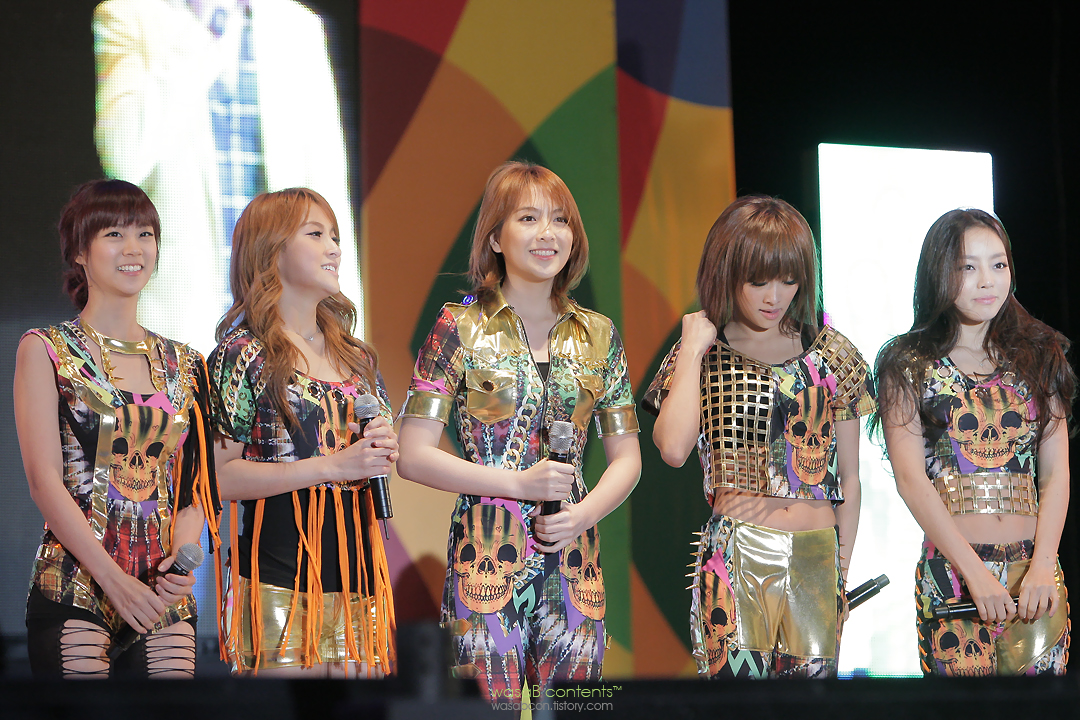
2011년 10월 컬투쇼 공개방송 점프구로에서 스텝 공연 중의 카라

2011년 1월, 카라가 주연을 맡은 일본 드라마 우라카라가 TV 도쿄에서 방영되었다. 한국에서는 케이블 채널 tvN에서 《카라의 이중생활》이란 제목으로 방송되었다. 이 드라마는 일본과 한국에서 많은 관심을 받았다. 2월 23일에는 일본 'KARA Best Clip' 뮤직비디오 모음집 발표하였다. 새 싱글 앨범 제트코스터 러브 또한 많은 관심을 받았다. 새 싱글 앨범에는 우라카라 엔딩 곡인 「今、贈りたい『ありがとう』」(지금 전하고 싶은 말, '고마워요')가 커플곡으로 들어갔다. 제트코스터 러브는 TBC (Japanese Aesthetic Salons) 광고에서 CM 송으로 쓰이고 있고, 일본 7개 도시에서 200개의 옥외광고를 했다. 카라의 신곡 제트 코스터 러브는 정식 앨범 발매전 선 공개한 음원이 일본 최대 모바일사이트인 레코초크 벨소리 차트 1위에 오르기도 했다. 3월 1일 유니버설 재팬을 통해 타이틀 곡 제트코스터 러브 뮤직비디오 티저가 공개된 후 폭발적인 반응이 나타났다. 싱글 곡의 커플링 곡이자 우라카라 드라마 엔딩곡은 8회 "승연과 유령" 편에서 노래하는 장면이 공개되었다. 3월 11일 발생한 일본 동북 대지진과 쓰나미로 인한 피해자들의 지원을 위해 카라와 DSP 미디어는 새 싱글의 앨범과 음원의 모든 수익을 기부하기로 결정했다. 또한 카라 멤버들은 자필로 편지를 써서 피해를 입은 일본팬을 위로했다. 카라의 친필 메시지를 받은 일본 누리꾼들은 "일본 팬들을 위한 마음 씀씀이가 고맙다며 언젠가 이 모든 것이 지나가면 카라를 일본에서 다시 보길 바란다”며 고마운 마음을 드러냈다. 한편, 지진으로 인해 앨범 발매가 연기되자 구하라는 안타까운 마음에 개인적으로 1억원을 기부했다. 이후 4월 6일에 발표한 일본 3번째 싱글 제트코스터 러브는 발매 첫주, 해외 여성 그룹으로 오리콘 싱글 차트를 집계한 이후 43년만에 사상 첫 주간 차트 1위에 오르는 기록을 세웠다.
그러나 이 과정에서 이 과정에서 카라는 해체 위기에 몰렸으나 이호연이 과거 태진아의 매니저를 했던 경험이 있어서 태진아와 친분이 있었는데 카라가 해체된다는 소식을 들은 태진아는 카라 멤버들에게 직접 찾아와서 중재해서 카라의 해체를 막았다. 이 때문에 카라의 팬덤에서는 태진아를 마음속 깊이 존경하게 되었다.
2011년 8월 19일, 세 번째 정규 앨범 STEP의 1차 티저가 공개되었고, 9월 1일 2차 티저를 공개하며 컴백을 알렸다. 2011년 8월 30일 세 번째 정규 앨범 STEP을 발매했고, 가온 앨범 차트 1위를 차지했다. 이후 9월 한 달 동안 97,000장의 판매고를 올리며 2NE1에 이어 2011년 걸 그룹으로는 두 번째로 월간 차트 1위를 차지했다. 동명의 타이틀곡 "STEP"은 가온 다운로드 차트에서 2주 연속 1위에 올랐고, 가온 디지털 종합차트에서는 2주 동안 2위에 머물렀다. "STEP"은 또한 한국어 노래로는 처음으로 일본 레코초쿠의 벨소리 부문 주간 차트에서 1위에 올랐다. 이 외에 《엠카운트다운》, 《뮤직뱅크》, 《인기가요》와 같은 모든 음악 프로그램에서 1위에 올랐다. 이후 카라는 2011년 10월 9일 《인기가요》를 마지막으로 3주간의 짧은 한국 활동을 마쳤다.
카라는 한국에서의 활동이 끝난 뒤, 2011년 11월 23일 일본에서의 두 번째 정규 앨범 Super Girl을 발매하였고 첫주동안 27만 5천여장의 판매고를 올려 오리콘 앨범 주간 1위를 기록하였고 발매 4주차에도 오리콘 앨범 차트 주간 1위를 차지하였으며 2011년 11월 오리콘 앨범 차트 월간 랭킹 1위를 차지하였다.
12월19일, 「제44회오리콘연간 랭킹2011」의 아티스트별 토탈 세일즈 부문에서 49.3억엔(181.9만매)로 연간 4위를 차지하였다. 또, 앨범 Super Girl이 발매로부터 3주 만에 45.1만매가 판매, 작품별 앨범 판매 부문에서 연간 7위를 차지하였다. 12월 31일 홍백가합전에 출장하여 2부 오프닝을 맡았으며, 가와나카 미유키(川中美幸), 와다 아키코(和田アキ子), 텐도 요시미(天童よしみ)가 미스터의 엉덩이춤을 흉내내었다.

### 2012:KARASIA와PANDORA,Girls Forever
1월 3일 일본 니혼TV '스타드래프트'에서 걸그룹 카라가 '일본인이 좋아하는 100명의 스타'로 선정되어 한국 아이돌 가수 중 유일하게 순위에 이름을 올렸으며 1월 26일에 발간된 한국문화산업교류재단의 한류총서 4번째 시리즈 ‘한류 포에버:일본편’에 따르면 한국 가수 중 가장 먼저 떠오른 가수와 가장 좋아하는 가수로 카라가 1위를 차지했다.
광고모델로서의 위상도 대단하여 2월 6일 대상의 홍초가 일본에서 카라를 광고 모델로 기용하여 전년 대비 35배 매출 성장, 500억의 매출을 기록했다고 발표하였다.
카라의 최초의 단독공연인 카라시아가 2월 18일, 2월 19일 이틀간 서울 송파구 방이동 올림픽공원 체조경기장에서 개최되었는데 18일 공연에서 니콜이 발목 인대를 다치는 부상을 당하였으나 19일 공연에 정상적으로 참가하였다. 공연 이후 2월 21일에 박규리가 성대결절수술을 받았다.

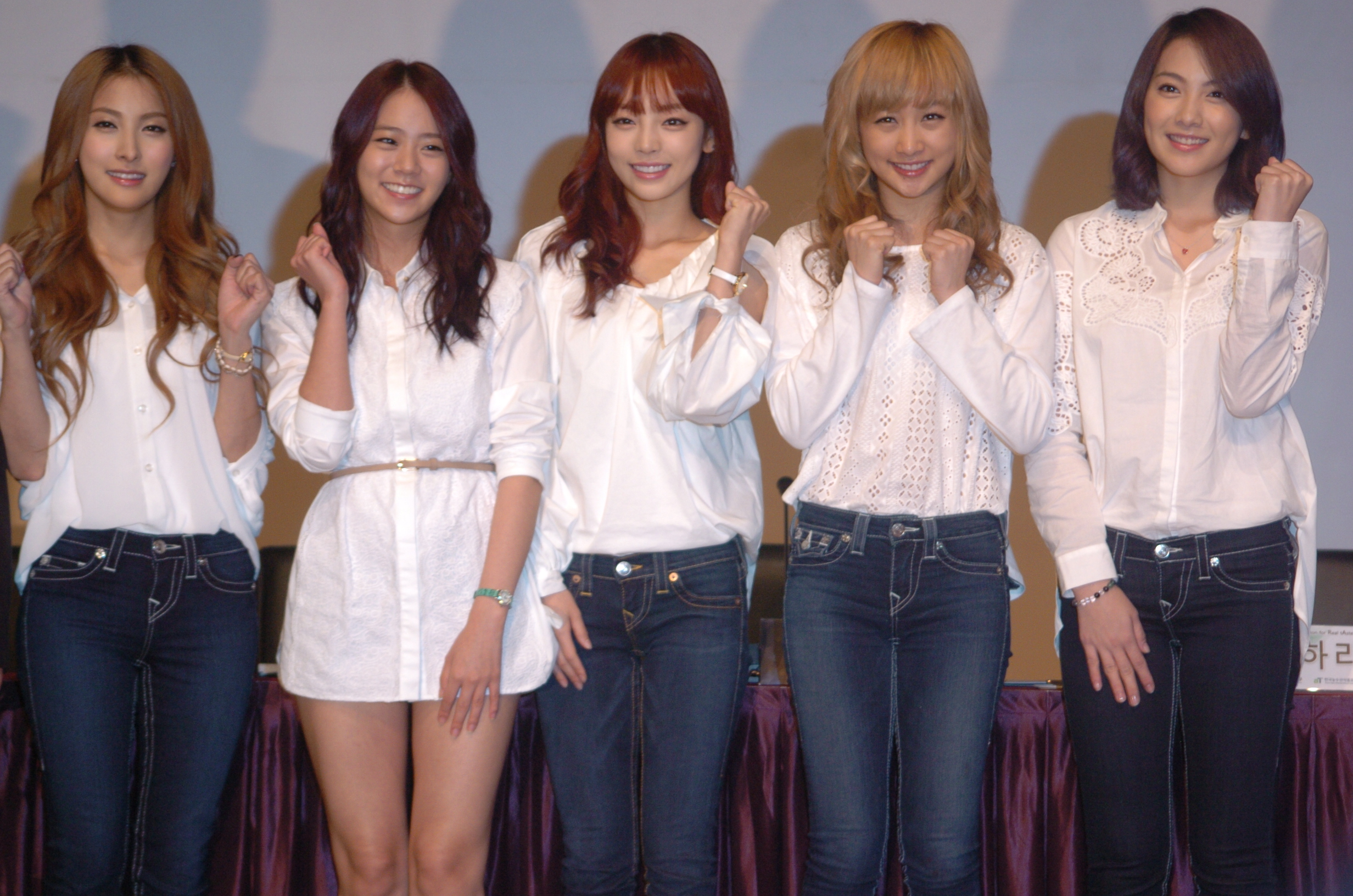
2012년 K-FOOD 홍보대사 위촉식에서의 카라

2011년에 '스텝’이 일본 최대 모바일 사이트인 ‘레코초쿠’에서 한국어 곡 최초로 착신 음원부문 주간차트 1위를 차지한데 이어, 2월 22일 공개된 ‘스텝’의 일본어 번안 곡 역시 29일 주간차트에서 1위를 차지하였는데 한국어곡과 일본어번안곡이 모두 착신음원부문 주간차트 1위를 기록한 것은 한국 가수 최초이다.
3월 4일 일본 오키나와 셀룰러 스타디움 나하에서 열린 '2012 월드뮤직 페스티벌 인 오키나와'에 참가하여 엔딩무대를 맡았는데, 박규리는 성대결절로 인해 참가하지 못했고, 니콜은 인대 부상으로 의자에 앉은 채로 노래를 불렀다. 3월 21일 2010년 8월 발표된 카라의 일본 첫 싱글 '미스터'가 한국가수 최초로 단일 음원 판매 200만건을 돌파했고, 3월 25일에는 일본 카라시아 콘서트 투어가 전석 매진되어 2회 3만석의 추가 판매를 시작했다. 3월 27일 유니버설 뮤직과 체결했던 현지 음반 유통 계약이 2012년 8월 만료를 앞두고 2013년 12월까지 1년 4개월 간 연장되었다. 3월 31일에는 대만에서 팬미팅을 가졌으며, 4월 9일 일본 후지TV '헤이헤이헤이 뮤직챔프'에서 '일본 1990년대 이후 노래방 애창곡' 1위로 카라의 '미스터'를 선정했다. 4월 24일 한국 걸그룹 최초 실사 피규어의 한정 예약 판매을 시작했다. 5월 9일 일본의 유명 리서치 전문 회사인 ‘비디오 리서치’가 실시한 일본 내 유명인을 대상으로 한 인기도 조사에서 해외 스타로는 유일하게 카라가 28위에 이름을 올렸다. ‘비디오 리서치’ 순위는 일종의 ‘모델 호감도’를 나타내는 집계로, 일본 내 광고 전문가들이 실제 광고기획 자료로 사용하고 있는 큰 신뢰도를 가진 순위이다.
4월 14일, 4월 15일 일본 요코하마 아레나, 4월 18일, 4월 19일 나고야의 가이시 홀, 4월 27일, 4월 28일 오사카의 오사카 성 홀, 4월 30일, 5월 1일 후쿠오카의 마린멧세, 5월 15일, 5월 16일 도쿄의 요요기경기장제일체육관(16일 공연에는 마에다 아츠코를 비롯한 AKB48멤버들이 방문하였다.), 5월 26일, 5월 27일 사이타마 슈퍼 아레나에서 카라시아 공연이 열렸다(12공연 전석 매진, 약 15만명 동원). 5월 27일 공연은 일본 전역 60개 극장에서 동시 생중계되었으며 극장티켓 또한 전석매진되었다. 6월 4일 인베스트조선에 1조 4천억의 사무라이 본드 발행으로 일본 시장의 투자를 이끌어낸 숨은 공신이 카라라는 내용의 기사가 실렸다. 6월 16일, 6월 17일 오사카에서 열린 '러브 원 페스티벌 시즌2'에 참가하여 엔딩무대를 맡았다. 6월 18일 카라의 향수 K5J(Kara 5 Jewel)가 일본 1,200여 매장에서 판매가 시작되었다. 7월 3일 일본 오사카의 통천각이 2011년 카라의 방문 이후 입장객이 120% 증가, 카라가 시식한 파르페의 매출이 3배 증가하였다고 도쿄스포츠가 보도하였다. 7월 5일 오리콘 기준, 한국 가수 중 최단 기간(1년11개월), 최소 싱글(6장)로 싱글판매 100만장을 돌파하였고, 11월에는 한국걸그룹 최초로 오리콘 총판 3백만장을 넘어섰다. 7월 9일 싱가포르 Causeway Point에서 팬 사인회가 성황리에 개최되었으며, 7월 10일 싱가포르 Festive Grand Theatre에서 K5J 향수 쇼케이스가 열렸다.7월 11일 일본 엔터테인먼트 전문 잡지 닛케 엔터테인먼트에서 조사한 ‘2012년 상반기 탤런트 파워랭킹’에서 6위(10대 여성 대상)로 랭크되어 해외아티스트 중 유일하게 10위 안에 들었다.
8월 13일~8월 20일 한국에서 판도라의 개인 티저 및 단체 티저를 공개하였고,8월 22일 카라 판도라 뮤직비디오 공개 및 쇼케이스가 실시되었으며, 여러 개의 예능프로와 가요프로그램에 출연하며 한국에서의 활동도 계속되었다. 10월 8일 일본에서의 유니버셜 SIGMA Fes.의 합동공연 도중 도쿄돔공연이 발표되었고, 12월 8일 카라의 첫 도쿄돔 단독 공연 티켓이 일반 예매 5분만에 매진되었다. 한국 걸그룹의 도쿄돔 단독공연은 카라가 최초이다.

### 2013: 도쿄돔 단독공연,Fantastic Girls와Full Bloom

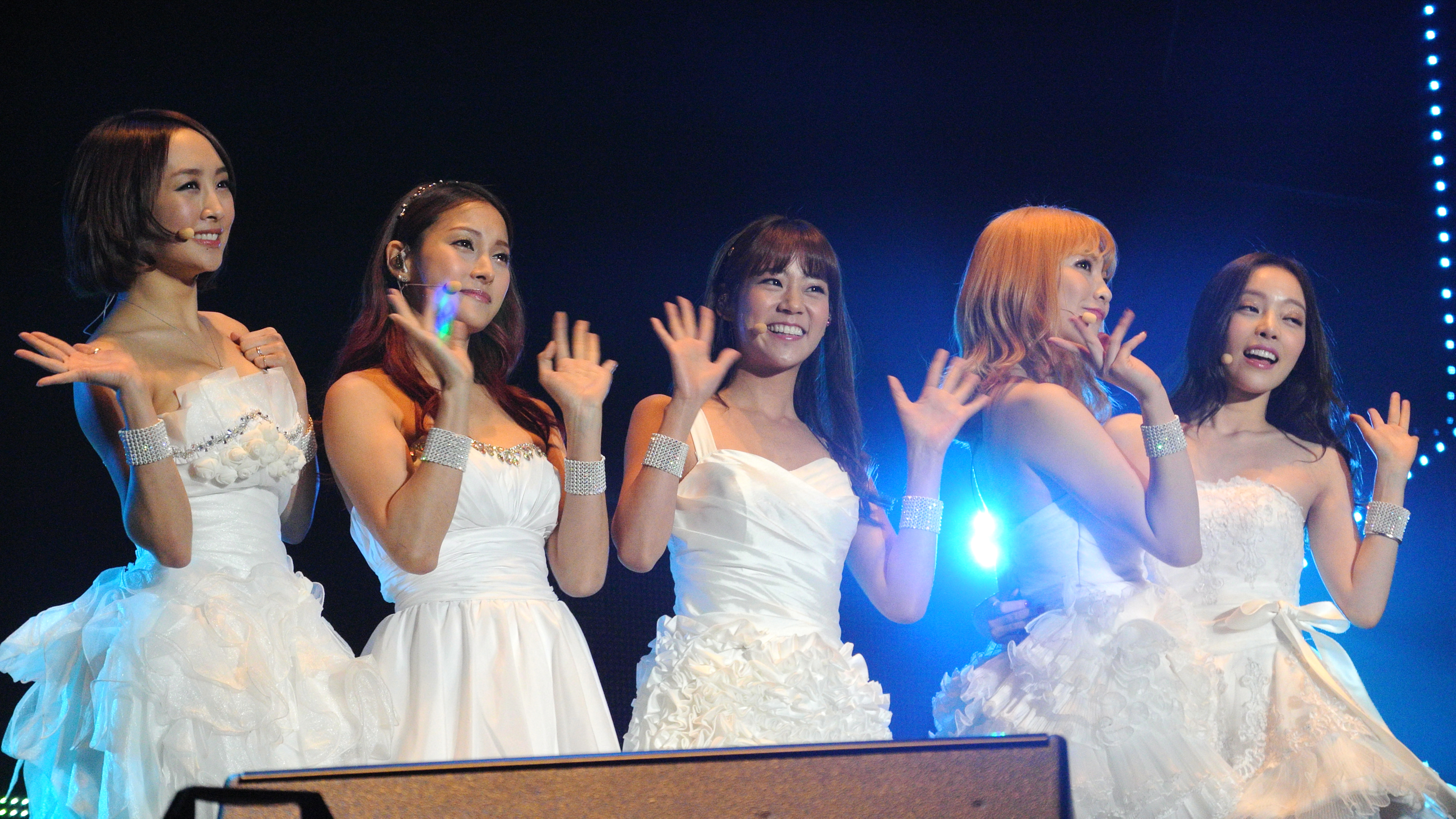
2013년 12월 14일 DSP Festival에서 공연중인 카라

2013년 1월 6일 일본 도쿄돔 콘서트 'KARASIA 2013 HAPPY NEW YEAR IN DOKYO DOME' 무대에 선 카라는 4만 5천석을 가득 메운 관중 앞에서 공연을 펼쳤으며, 공연전에 판매된 카라상품(굿즈)들 역시 모두 매진되며 최고의 인기를 입증하였다.
1월 15일 말레이시아에서 열린 '제27회 골든디스크 시상식'에서 음반 본상과 말레이시아최고인기상을 수상하고 4월 18일 중국 마카오에서 열린 '제 17회 차이나 뮤직 어워드'에서 '최고 인기 국제그룹상(The Most Popular CMA International Group)'을 수상 하며 한국, 일본 뿐 아니라 말레이시아와 중국 등에서의 인기 또한 입증하였다. 한편 일본 요미우리 신문이 4월 5일 발표한 "일본인이 가장 친밀감을 느끼는 한국인" 설문 조사에서 김연아에 이어 2위를 차지하여 한국연예인 중 가장 많은 지지를 받았으며 5월 31일에는 한국문화산업교류재단이 실시한 '가장 만나고 싶은 한류스타' 설문조사에서 1위를 차지하였다고 보도되었다. 일본에서의 활동도 이어졌는데 1월 24일 도쿄 국제전시장에서 개최된 제24회 일본 주얼리 베스트드레서상 시상식에서 여성특별상을 수상하였고, 2월 20일 유미 카츠라의 웨딩컬렉션에 참석, 3월 2일에는 일본 마쿠하리 멧세 국제전시장에서 열린 합동 공연 '유-익스프레스 라이브 2013'에 참여해 링고스타 등과 함께 공연했다.
3월 27일 일본에서의 8번째 싱글 바이바이 해피데이즈!를 발매하고 프로모션 활동으로 여러 예능프로그램과 음악프로그램에 출연함과 동시에 한국에서의 개인활동도 활발해 2013년 4월 박규리는 네일샵 파리스에 남장여자의 캐릭터로 주연으로 출연하였으며 한승연은 일말의 순정에 선미 역할, 장옥정, 사랑에 살다에 숙빈최씨 역할로 출연하였고, 구하라는 일본의 싱어송라이터 후쿠야마 마사하루와 함께 '하라플러스' 프로젝트 그룹을 결성해 일본 후지TV의 드라마 갈릴레오의 한국어버전 주제곡을 불렀다. 또한 멤버 5명이 각각의 단막극에 주인공으로 김규태PD 연출의 5부작 씨네 드라마 '시크릿 러브'에 출연하였다.
2013년 8월 21일 네 번째 정규앨범 Full Bloom의 선행싱글 둘 중에 하나 (Runaway)가 공개되었고, 9월 2일에 네 번째 정규앨범이 발매되었다. 9월 5일 엠카운트다운을 시작으로 뮤뱅-음중-인가 다음주 쇼챔피언까지 차례로 컴백했고, 9월 2째주에 뮤직뱅크에서 1위를 달성하였다.

10월 8일,10월 9일 일본요코하마 아레나에서의 시작으로 10월 16일~10월 17일 일본 후쿠오카 마린 엣세, 10월 23일~10월 24일 일본 오사카성 홀, 10월 29일~10월 30일 일본 나고야 가이시 홀, 11월 9일~11월 10일 일본 후쿠이 산 돔, 11월 19일~11월 20일 일본 사이타마 슈퍼 아레나, 11월 23일~11월 24일 일본 고베 월드기념홀에서의 두번째 카라시아 투어 공연을 성황리에 개최하여 15만명의 관객을 동원하였다.

### 2014: 멤버 탈퇴 및 카라 프로젝트, Day & Night
2014년 1월 14일, DSP미디어는 니콜과의 전속 계약이 2014년 1월 16일부로 종료된다고 알렸다. 이어 4월 5일, DSP미디어는 강지영과의 전속 계약 종료를 알렸다. 니콜과 강지영의 탈퇴 이후 새 멤버 선발을 위해 카라 프로젝트가 실시되었고 이는 MBC Music에서 5월 27일부터 7월 1일까지 방영되어 마지막 생방송을 통해 허영지가 새 멤버로 선발되면서 결성 초기와 마찬가지로 다시 4인조 체제로 새출발하게 되었다. 이후 8월 18일 미니앨범 6집 《Day & Night》가 발표 되었고 타이틀곡 맘마미아로 8월 27일 MBC MUSIC 쇼챔피언에서 1위를 수상하였고, 10월 24일~11월19일까지 세번째 카라시아 투어 공연을 개최하였다. 12월부터 구하라의 리얼리티 프로그램 하라 온앤오프가 MBC Music에서 방송되었다.

### 2015: Summer☆gic , In Love , Girl's Story
1월 6일《SBS MTV Best Of Best》베스트 뮤직비디오 부문에서 수상하였고,
1월 28일 《제 4회 가온 차트 K-POP 어워드》- K-POP 월드한류스타상을 수상하며 국내에서의 입지를 다졌다.
2015년 5월 5일 일본에서 새 싱글 Summer☆gic을 발매하였다. 새멤버 허영지 영입, 4인조로 개편된 이후로는 최초로 오리콘 데일리 1위, 주간 2위를 기록하며 성공적으로 일본활동을 하던 중, 2015년 5월 14일, 카라 소속사는 카라의 컴백 티저 이미지를 공개하며 곧바로 한국 앨범활동을 이어갈것을 예고했다. 이후 컴백 전인 5월 23일 2015 드림콘서트에서 미니앨범 7집 《In Love》 타이틀 곡을 최초로 공개했고, 5월 26일에 음반이 발매되었다. 이후 타이틀곡 'CUPID'로 더쇼에서 컴백과 동시에 1위를 수상하였고, Mnet 엠카운트다운과 SBS 인기가요 등에서 1위후보 , 2위에 올랐다. 그리고 가온 주간 소셜차트에서 1위, 앨범차트에서 2위를 기록하였다.

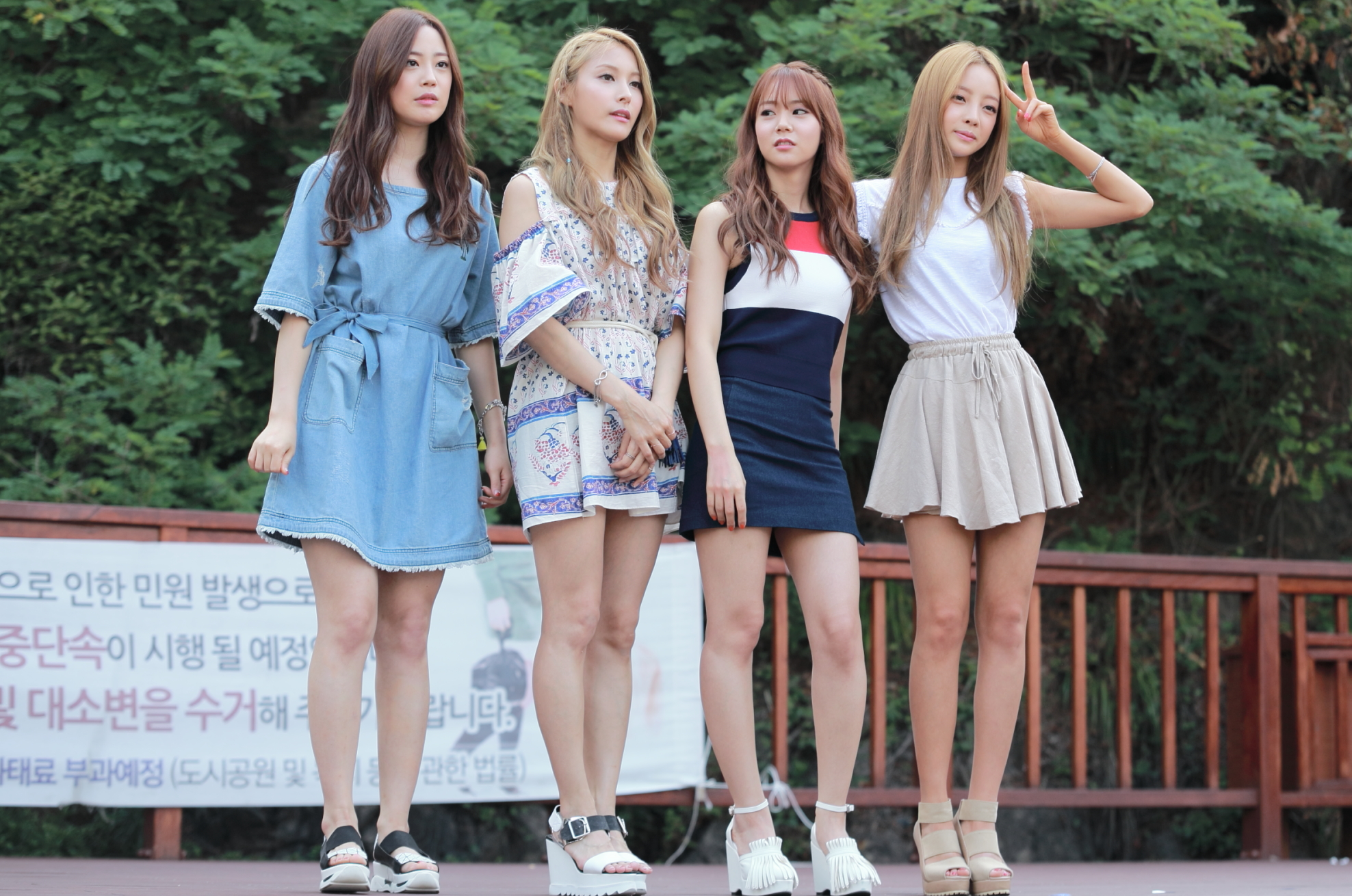
2015년 6월 21일 팬미팅에서의 카라

6월 17일에는 일본에서 새멤버 영지 영입 이후 최초로 일본에서 정규음반 "Girl's Story"가 발매되었으며, 7월 15일 멤버 구하라는 타이틀곡 "초코칩 쿠키(feat.기리보이)" 로 첫 솔로 데뷔 무대를 가졌다.
9월 한 달간은 ‘KARA 4th JAPAN TOUR 2015 KARASIA’로 네번째 일본 투어를 시작하였다. 오사카를 시작으로 나고야, 히로시마, 후쿠오카, 도쿄 등 7개 도시에서 총 13회 투어 공연을 펼치며 카라시아를 성공적으로 마쳤다.

### 2016: 3인의 계약 만료
멤버 박규리, 한승연, 구하라는 2016년 1월 15일 소속사 DSP 미디어와의 계약이 만료되면서 허영지만 DSP 미디어 소속으로 남게 되었다. DSP미디어는 3인과의 계약이 만료되었을 뿐 카라의 해체를 의미하는 것은 아니며, '카라'라는 그룹은 그대로 유지된다고 밝히며 훗날 재결합의 가능성을 남겨두고 있는 상태다.

### 2022: 5인조로 완전체 컴백
2022년 9월 19일 DSP 미디어의 모회사 RBW에서 오는 11월에 박규리, 한승연, 허영지에 2014년 탈퇴한 니콜, 강지영를 포함시켜 5인조로 완전체 컴백을 한다고 전했다.
2022년 10월 18일, 공식 SNS 채널을 통해 데뷔 15주년 기념 앨범 《MOVE AGAIN》으로 11월 29일 컴백을 한다는 소식을 알렸다. 같은날 일본 교세라 돔 오사카(Kyocera Dome Osaka)에서 열리는 '2022 마마 어워즈'에서 신곡을 처음 선보인다.
2022년 12월 2일 뮤직뱅크를 시작으로 12월 4일 인기가요까지 음악 방송을 마쳤다.
2022년 12월 16일 뮤직뱅크를 통해 7년 6개월만에 음악 방송 1위를 하였다. 2세대 걸그룹 최초로 2000년대, 2010년대, 2020년대에 다 1위를 해 본 그룹이 되었다.
2022년 12월 21일에는 일본에서 일본어 버전을 발매한다. 이후 내년 2월 23일 오사카, 26일 후쿠오카, 3월 3일 요코하마에서 팬미팅을 열고 일본 팬들과 만남을 가진다.
2022년 12월 21일에는 일본에서 일본어 버전을 발매한다.

### 2023: 일본 팬미팅, 국내 팬미팅, 개인 활동, 워터밤 나고야
2023년 2월 23일 오사카, 26일 후쿠오카, 3월 3일 요코하마에서 팬미팅을 열고 일본 팬들과 만남을 가진다.
2023년 4월 8일 서울 세종대학교 대양홀에서 데뷔 15주년 기념 팬미팅 '무브 어게인(MOVE AGAIN)'을 가졌다. 그 후 개인 활동에 다시 들어갔다.
2023년 7월 22일 '워터밤 나고야'에 출연하였다. 코로나 19에 확진된 멤버 강지영 제외한 4명에서 다녀왔다.

### 2024: 리얼리티 프로그램, 국내 컴백, 일본 단독 콘서트
2024년 3월 27일부터 4월 17일까지 매주 수요일 2회분씩 총 8회분으로 웨이브에서 예능 프로그램 카라 완전체 리얼리티 프로그램 《나만 없어, 카라》가 방송하였다.
2024년 7월 13일, 멤버 박규리의 광대·안와 골절 부상으로 활동 중단을 하기로 결정하였다.
2024년 7월 16일, 선공개곡 《Hello》를 공개하였다. 2013년 미발매된 곡으로 과거에 녹음한 멤버 구하라 목소리를 포함하여 6명의 완전체로 음원이 공개되었다.
2024년 7월 24일, 1년 8개월만에 디지털 싱글 《I DO I DO》컴백했다. 음악 방송 활동은 안 한다.
2024년 9년 만에 개최하는 단독 콘서트 〈KARASIA〉가 8월 17일, 18일 도쿄, 24일, 25일 오사카에서 개최하였다.
2024년 8월 5일, 멤버 허영지는 DSP 미디어와 계약 만료되었음을 공지하였다.

## 구성원
| 이름   | 소개 |
| ------ | --- |
| 박규리 | - 생년월일 : 1988년 5월 21일(37세) - 출생지 : 대한민국 서울특별시 - 학력 : 동덕여자대학교 방송연예과 - 활동기간 : 2007년 3월 29일 ~ 현재                                                                                     |
| 한승연 | - 생년월일 : 1988년 7월 24일(37세) - 출생지 : 대한민국 서울특별시 - 활동기간 : 2007년 3월 29일 ~ 현재 |
| 니콜   | - 본명 : Nicole Jung - 풀네임 : Nicole Yongju Jung - 한국 이름 : 정용주 - 생년월일 : 1991년 10월 7일(33세) - 출생지 : 미국 캘리포니아주 로스앤젤레스 - 활동기간 : 2007년 3월 29일 ~ 2014년 1월 16일, 2022년 11월 29일 ~ 현재 |
| 강지영 | - 생년월일 : 1994년 1월 18일(31세) - 출생지 : 대한민국 경기도 파주시 - 활동기간 : 2008년 7월 24일 ~ 2014년 4월 5일, 2022년 11월 29일 ~ 현재                                                                                  |
| 허영지 | - 생년월일 : 1994년 8월 30일(30세) - 출생지 : 대한민국 경기도 고양시 - 활동기간 : 2014년 8월 18일 ~ 현재 |

### 이전 구성원
| 이름   | 소개 |
| ------ | --- |
| 김성희 | - 생년월일 : 1989년 5월 17일(36세) - 출생지 : 대한민국 서울특별시 - 활동기간 : 2007년 3월 29일 ~ 2008년 2월 28일                                                                                       |
| 구하라 | - 생년월일 : 1991년 1월 13일 - 출생지 : 대한민국 광주광역시 서구 치평동 - 사망일 : 2019년 11월 24일(28세) - 사망지 : 대한민국 서울특별시 강남구 청담동 - 활동기간 : 2008년 7월 24일 ~ 2019년 11월 24일 |

### 멤버 변천사
| 멤버   | 2007년 | 2008년 | 2008년 | 2009년 ~ 2013년 | 2014년 | 2014년 | 2014년 | 2015년 ~ 2016년 | 2022년 | 현재 |
| 멤버   | 3월    | 2월    | 7월    | 2009년 ~ 2013년 | 1월    | 4월    | 7월    | 2015년 ~ 2016년 | 11월   | 현재 |
| ------ | ------ | ------ | ------ | --------------- | ------ | ------ | ------ | --------------- | ------ | ---- |
| 박규리 |        |        |        |                 |        |        |        |                 |        |      |
| 한승연 |        |        |        |                 |        |        |        |                 |        |      |
| 김성희 |        |        |        |                 |        |        |        |                 |        |      |
| 니콜   |        |        |        |                 |        |        |        |                 |        |      |
| 구하라 |        |        |        |                 |        |        |        |                 |        |      |
| 강지영 |        |        |        |                 |        |        |        |                 |        |      |
| 허영지 |        |        |        |                 |        |        |        |                 |        |      |

## 같이 보기
- 걸 그룹